# 花巻市民の家
花巻市民の家（はなまきしみんのいえ）は、岩手県花巻市材木町に所在する公的施設、かつての町役場。

## 概要・沿革
花巻町が設置される前年の1928年 (昭和3年) に竣工した総ヒノキ造、瓦葺き、当初は同市花城町に所在。落成式には同町出身で北海道帝国大学初代総長の佐藤昌介らが出席。また1933年9月に同町出身の詩人・宮沢賢治が死去した2か月後には追悼集会が開かれ、「蛙」等で知られる詩人・草野心平も出席。1954年に町から市に移行した後は議事堂といても利用され、庁舎が新築された1970年に解体され、現在の材木町公園に移築された。

## 利用情報
- 開館時間 – 9時から21時
- 休館日 – 12月29日から1月3日
- 使用料 – 無料
- 1階 : ホール、調理室
- 2階 : 畳敷きの大広間

## 交通アクセス
- 東北本線花巻駅より徒歩7分
- 東北自動車道花巻南インターチェンジより車6分

## 周辺施設
- 花巻城跡
- 時鐘
- 鳥谷ヶ崎神社

また、材木町公園内には旧花巻電鉄デハ3号電車が保存されている。